# Центральный процессор

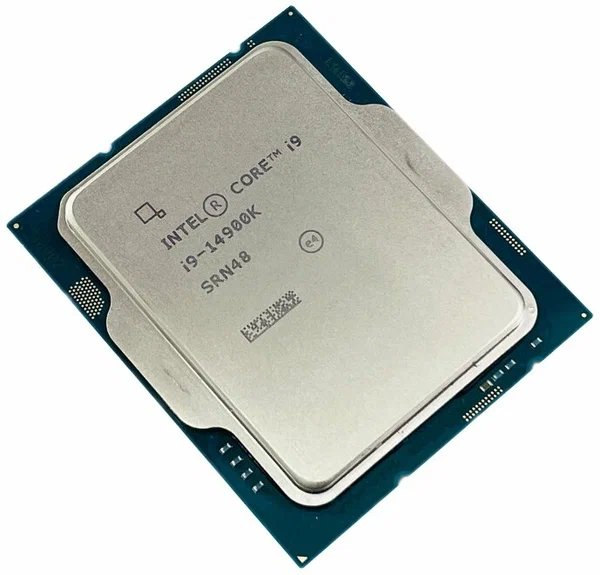
Intel i9 14900K, вид сверху. Кристалл процессора защищён крышкой, между кристаллом и крышкой передача теплоты теплопроводностью осуществляется посредством легкоплавкого сплава - галинстана

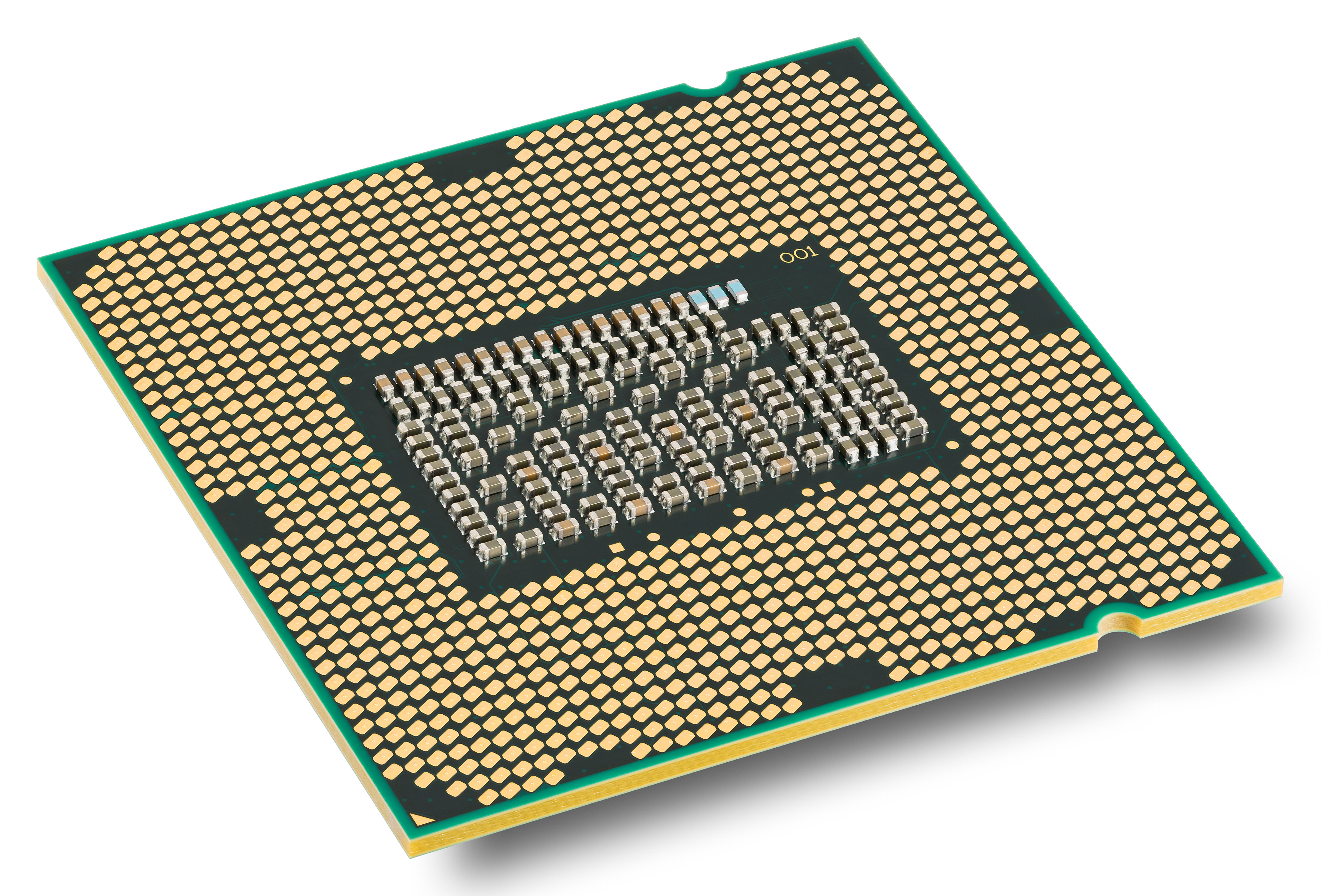
Intel Core i7 2600K Socket LGA1155, вид снизу, контактные площадки текстолитовой платформы и цепи питания

Центра́льный проце́ссор (ЦП; также центра́льное проце́ссорное устро́йство — ЦПУ; англ. central processing unit, CPU, дословно — центральное обрабатывающее устройство, часто просто процессор) — электронный блок либо интегральная схема, исполняющая машинные инструкции (код программ), главная часть аппаратного обеспечения компьютера или программируемого логического контроллера. Иногда этот компонент называют просто процессором.
Изначально термин центральное процессорное устройство описывал специализированную систему элементов, предназначенных для понимания и выполнения машинного кода компьютерных программ, а не только фиксированных логических операций. Начало применения термина и его аббревиатуры по отношению к компьютерным системам было положено в 1960-е годы. Устройство, архитектура и реализация процессоров с тех пор неоднократно менялись. В современных вычислительных системах все функции центрального процессора обычно выполняет одна микросхема высокой степени интеграции — микропроцессор.
Главными характеристиками ЦПУ являются: тактовая частота, производительность, энергопотребление, нормы литографического и архитектура.
Ранние ЦП создавались в виде уникальных составных частей для уникальных и даже единственных в своём роде компьютерных систем. Позднее от дорогостоящего способа разработки процессоров, предназначенных для выполнения одной единственной или нескольких узкоспециализированных программ, производители компьютеров перешли к серийному изготовлению типовых классов многоцелевых процессорных устройств. Тенденция к стандартизации компьютерных комплектующих зародилась в эпоху бурного развития полупроводниковых элементов, мейнфреймов и мини-компьютеров, а с появлением интегральных схем она стала ещё более популярной. Создание микросхем позволило ещё больше увеличить сложность ЦП с одновременным уменьшением их физических размеров. Стандартизация и миниатюризация процессоров привели к глубокому проникновению основанных на них цифровых устройств в повседневную жизнь человека. Современные процессоры можно найти не только в таких высокотехнологичных устройствах, как компьютеры, но и в автомобилях, калькуляторах, мобильных телефонах и даже в детских игрушках. Чаще всего они представлены микроконтроллерами, где, помимо вычислительного устройства, на кристалле расположены дополнительные компоненты (память программ и данных, интерфейсы, порты ввода-вывода, таймеры и др.). Современные вычислительные возможности микроконтроллера сравнимы с процессорами персональных ЭВМ тридцатилетней давности, а чаще даже значительно превосходят их показатели.

## История
История развития производства процессоров полностью соответствует истории развития технологии производства прочих электронных компонентов и схем.
Первым этапом, затронувшим период с 1940-х по конец 1950-х годов, было создание процессоров с использованием электромеханических реле, ферритовых сердечников (устройств памяти) и вакуумных ламп. Они устанавливались в специальные разъёмы на модулях, собранных в стойки. Большое количество таких стоек, соединённых проводниками, в сумме представляло процессор. Отличительными особенностями были низкая надёжность, низкое быстродействие и большое тепловыделение.
Вторым этапом, с середины 1950-х до середины 1960-х, стало внедрение транзисторов. Транзисторы монтировались уже на близкие к современным по виду платы, устанавливавшиеся в стойки. Как и ранее, в среднем процессор состоял из нескольких таких стоек. Возросло быстродействие, повысилась надёжность, уменьшилось энергопотребление.
Третьим этапом, наступившим в середине 1960-х годов, стало использование микросхем. Первоначально использовались микросхемы низкой степени интеграции, содержавшие простые транзисторные и резисторные сборки, затем, по мере развития технологии, стали использоваться микросхемы, реализующие отдельные элементы цифровой схемотехники (сначала — элементарные ключи и логические элементы, затем — более сложные элементы — элементарные регистры, счётчики, сумматоры), позднее появились микросхемы, содержащие функциональные блоки процессора — микропрограммное устройство, арифметико-логическое устройство, регистры, устройства работы с шинами данных и команд.
Четвёртым этапом, в начале 1970-х годов, стало создание, благодаря прорыву в технологии, БИС и СБИС (больших и сверхбольших интегральных схем, соответственно), микропроцессора — микросхемы, на кристалле которой физически были расположены все основные элементы и блоки процессора. Фирма Intel в 1971 году создала первый в мире 4-разрядный микропроцессор 4004, предназначенный для использования в микрокалькуляторах. Постепенно практически все процессоры стали выпускаться в формате микропроцессоров. Исключением долгое время оставались только малосерийные процессоры, аппаратно оптимизированные для решения специальных задач (например, суперкомпьютеры или процессоры для решения ряда военных задач) либо процессоры, к которым предъявлялись особые требования по надёжности, быстродействию или защите от электромагнитных импульсов и ионизирующей радиации. Постепенно, с удешевлением и распространением современных технологий, эти процессоры также начинают изготавливаться в формате микропроцессора.
Сейчас слова «микропроцессор» и «процессор» практически стали синонимами, но тогда это было не так, потому что обычные (большие) и микропроцессорные ЭВМ мирно сосуществовали ещё, по крайней мере, 10—15 лет, и только в начале 1980-х годов микропроцессоры вытеснили своих старших собратьев. Тем не менее, центральные процессорные устройства некоторых суперкомпьютеров даже сегодня представляют собой сложные комплексы, построенные на основе микросхем большой и сверхбольшой степени интеграции.
Переход к микропроцессорам позволил потом создать персональные компьютеры, которые проникли почти в каждый дом.
Первым общедоступным микропроцессором был 4-разрядный Intel 4004, представленный 15 ноября 1971 года корпорацией Intel. Он содержал 2300 транзисторов, работал на тактовой частоте 92,6 кГц и стоил 300 долларов.
Далее его сменили 8-разрядный Intel 8080 и 16-разрядный 8086, заложившие основы архитектуры всех современных настольных процессоров. Из-за распространённости 8-разрядных модулей памяти был выпущен дешёвый 8088, упрощенная версия 8086 с 8-разрядной шиной данных.
Затем последовала его модификация, 80186.
В процессоре 80286 появился защищённый режим с 24-битной адресацией, позволявший использовать до 16 Мб памяти.
Процессор Intel 80386 появился в 1985 году и привнёс улучшенный защищённый режим, 32-битную адресацию, позволившую использовать до 4 Гб оперативной памяти и поддержку механизма виртуальной памяти. Эта линейка процессоров построена на регистровой вычислительной модели.
Параллельно развиваются микропроцессоры, взявшие за основу стековую вычислительную модель.
За годы существования микропроцессоров было разработано множество различных их архитектур. Многие из них (в дополненном и усовершенствованном виде) используются и поныне. Например, Intel x86, развившаяся вначале в 32-битную IA-32, а позже — в 64-битную x86-64 (которая у Intel называется EM64T). Процессоры архитектуры x86 вначале использовались только в персональных компьютерах компании IBM (IBM PC), но в настоящее время всё более активно используются во всех областях компьютерной индустрии, от суперкомпьютеров до встраиваемых решений. Также можно перечислить такие архитектуры, как Alpha, POWER, SPARC, PA-RISC, MIPS (RISC-архитектуры) и IA-64 (EPIC-архитектура).
В современных компьютерах процессоры выполнены в виде компактных модулей (размерами около 5×5×0,3 см), вставляющегося в ZIF-сокет (AMD) или на подпружинивающую конструкцию — LGA (Intel). Особенностью разъёма LGA является то, что выводы перенесены с корпуса процессора на сам разъём (socket), находящийся на материнской плате.
Большая часть современных процессоров реализована в виде одного полупроводникового кристалла, содержащего миллионы, а с недавнего времени — миллиарды транзисторов.
Также, с ростом размеров и сложности полупроводниковых кристаллов, в 20-х годах XXI века начало набирать популярность разбиение единого большого кристалла на несколько более мелких (т. н. «чиплетов», англ. chiplet), устанавливаемых в единую микросборку, это позволяет увеличить выход годных микросхем и снизить тепловыделение.

## Архитектура фон Неймана
Большинство современных процессоров для персональных компьютеров в общем основано на той или иной версии циклического процесса последовательной обработки данных, описанного Джоном фон Нейманом.
В июле 1946 года Бёрксом, Голдстайном и фон Нейманом была написана знаменитая монография под названием «Предварительное рассмотрение логического устройства электронного вычислительного прибора», которая подробно описала устройство и технические характеристики будущего компьютера, которые позднее стали носить название «архитектура фон Неймана». Эта работа развивала идеи, изложенные фон Нейманом в мае 1945 года в рукописи под названием «Первый проект отчёта о EDVAC».
Отличительной особенностью архитектуры фон Неймана является то, что инструкции и данные хранятся в одной и той же памяти.
В различных архитектурах и для различных команд могут потребоваться дополнительные этапы. Например, для арифметических команд могут потребоваться дополнительные обращения к памяти, во время которых производится считывание операндов и запись результатов.
Этапы цикла выполнения:
1. Процессор выставляет число, хранящееся в регистре счётчика команд, на шину адреса и отдаёт памяти команду чтения.
2. Выставленное число является для памяти адресом; память, получив адрес и команду чтения, выставляет содержимое, хранящееся по этому адресу, на шину данных и сообщает о готовности.
3. Процессор получает число с шины данных, интерпретирует его как команду (машинную инструкцию) из своей системы команд и исполняет её.
4. Если последняя команда не является командой перехода, процессор увеличивает на единицу (в предположении, что длина каждой команды равна единице) число, хранящееся в счётчике команд; в результате там образуется адрес следующей команды.

Данный цикл выполняется неизменно, и именно он называется процессом (откуда и произошло название устройства).
Во время процесса процессор считывает последовательность команд, содержащихся в памяти, и исполняет их. Такая последовательность команд называется программой и представляет алгоритм работы процессора. Очерёдность считывания команд изменяется в случае, если процессор считывает команду перехода, — тогда адрес следующей команды может оказаться другим. Другим примером изменения процесса может служить случай получения команды останова или переключение в режим обработки прерывания.
Команды центрального процессора являются самым нижним уровнем управления компьютером, поэтому выполнение каждой команды неизбежно и безусловно. Не производится никакой проверки на допустимость выполняемых действий, в частности, не проверяется возможная потеря ценных данных. Чтобы компьютер выполнял только допустимые действия, команды должны быть соответствующим образом организованы в виде необходимой программы.
Скорость перехода от одного этапа цикла к другому определяется тактовым генератором. Тактовый генератор вырабатывает импульсы, служащие ритмом для центрального процессора. Частота тактовых импульсов называется тактовой частотой.

### Конвейерная архитектура
Конвейерная архитектура (англ. pipelining) была введена в центральный процессор с целью повышения быстродействия. Обычно для выполнения каждой команды требуется осуществить некоторое количество однотипных операций, например: выборка команды из ОЗУ, дешифровка команды, адресация операнда в ОЗУ, выборка операнда из ОЗУ, выполнение команды, запись результата в ОЗУ. Каждую из этих операций сопоставляют одной ступени конвейера. Например, конвейер микропроцессора с архитектурой MIPS-I содержит четыре стадии:
- получение и декодирование инструкции,
- адресация и выборка операнда из ОЗУ,
- выполнение арифметических операций,
- сохранение результата операции.

После освобождения {\displaystyle k}-й ступени конвейера она сразу приступает к работе над следующей командой. Если предположить, что каждая ступень конвейера тратит единицу времени на свою работу, то выполнение команды на конвейере длиной в {\displaystyle n} ступеней займёт {\displaystyle n} единиц времени, однако в самом оптимистичном случае результат выполнения каждой следующей команды будет получаться через каждую единицу времени.
Действительно, при отсутствии конвейера выполнение команды займёт {\displaystyle n} единиц времени (так как для выполнения команды по-прежнему необходимо выполнять выборку, дешифровку и т. д.), и для исполнения {\displaystyle m} команд понадобится {\displaystyle n\cdot m} единиц времени; при использовании конвейера (в самом оптимистичном случае) для выполнения {\displaystyle m} команд понадобится всего лишь {\displaystyle n+m} единиц времени.
Факторы, снижающие эффективность конвейера:
1. Простой конвейера, когда некоторые ступени не используются (например, адресация и выборка операнда из ОЗУ не нужны, если команда работает с регистрами).
2. Ожидание: если следующая команда использует результат предыдущей, то последняя не может начать выполняться до выполнения первой (это преодолевается при использовании внеочередного выполнения команд — out-of-order execution).
3. Очистка конвейера при попадании в него команды перехода (эту проблему удаётся сгладить, используя предсказание переходов).

Некоторые современные процессоры имеют более 30 ступеней в конвейере, что повышает производительность процессора, но, однако, приводит к увеличению длительности простоя (например, в случае ошибки в предсказании условного перехода). Не существует единого мнения по поводу оптимальной длины конвейера: различные программы могут иметь существенно различные требования.

### Суперскалярная архитектура
Способность выполнения нескольких машинных инструкций за один такт процессора путём увеличения числа исполнительных устройств. Появление этой технологии привело к существенному увеличению производительности, в то же время существует определённый предел роста числа исполнительных устройств, при превышении которого производительность практически перестает расти, а исполнительные устройства простаивают. Частичным решением этой проблемы является, например, технология Hyper-threading.

### CISC-процессоры
Complex instruction set computer — вычисления со сложным набором команд. Процессорная архитектура, основанная на усложнённом наборе команд. Типичными представителями CISC являются микропроцессоры семейства x86 (хотя уже много лет эти процессоры являются CISC только по внешней системе команд: в начале процесса исполнения сложные команды разбиваются на более простые микрооперации (МОП), исполняемые RISC-ядром).

### RISC-процессоры
Reduced instruction set computer — вычисления с упрощённым (сокращённым) набором команд. Архитектура процессоров, построенная на основе упрощённого набора команд, характеризуется наличием команд фиксированной длины, большого количества регистров, операций типа регистр-регистр, а также отсутствием косвенной адресации. Концепция RISC разработана Джоном Коком из IBM Research, название придумано Дэвидом Паттерсоном (David Patterson).
Упрощение набора команд призвано сократить конвейер, что позволяет избежать задержек на операциях условных и безусловных переходов. Однородный набор регистров упрощает работу компилятора при оптимизации исполняемого программного кода. Кроме того, RISC-процессоры отличаются меньшим энергопотреблением и тепловыделением.
Среди первых реализаций этой архитектуры были процессоры MIPS, PowerPC, SPARC, Alpha, PA-RISC. Крайне широко распространены ARM-процессоры, применяются практически повсеместно - сетевое оборудование (маршрутизаторы, коммутаторы и так далее), цифровые фотоаппараты и видеокамеры, видеорегистраторы, мобильные телефоны, планшетные компьютеры, телевизоры, игровые консоли, электронные книги, умные колонки, и очень многое другое.

### MISC-процессоры
Minimum instruction set computer — вычисления с минимальным набором команд. Дальнейшее развитие идей команды Чака Мура, который полагает, что принцип простоты, изначальный для RISC-процессоров, слишком быстро отошёл на задний план. В пылу борьбы за максимальное быстродействие RISC догнал и обогнал многие CISC-процессоры по сложности. Архитектура MISC строится на стековой вычислительной модели с ограниченным числом команд (примерно 20—30 команд).

### VLIW-процессоры
Very long instruction word — сверхдлинное командное слово. Архитектура процессоров с явно выраженным параллелизмом вычислений, заложенным в систему команд процессора. Являются основой для архитектуры EPIC. Ключевым отличием от суперскалярных CISC-процессоров является то, что для CISC-процессоров загрузкой исполнительных устройств занимается часть процессора (планировщик), на что отводится достаточно малое время, в то время как загрузкой вычислительных устройств для VLIW-процессора занимается компилятор, на что отводится существенно больше времени (качество загрузки и, соответственно, производительность теоретически должны быть выше).
Например, Intel Itanium, Transmeta Crusoe, Efficeon и Эльбрус.

### Многоядерные процессоры
Содержат несколько процессорных ядер в одном корпусе (на одном или нескольких кристаллах).
Процессоры, предназначенные для работы одной копии операционной системы на нескольких ядрах, представляют собой высокоинтегрированную реализацию мультипроцессорности.
Первым многоядерным микропроцессором стал POWER4 от IBM, появившийся в 2001 году и имевший два ядра.
В октябре 2004 года Sun Microsystems выпустила двухъядерный процессор UltraSPARC IV, который состоял из двух модифицированных ядер UltraSPARC III. В начале 2005 был создан двухъядерный UltraSPARC IV+.
9 мая 2005 года AMD представила первый двухъядерный процессор на одном кристалле для пользовательских ПК — Athlon 64 X2 с ядром Manchester. Поставки новых процессоров официально начались 1 июня 2005 года.
14 ноября 2005 года Sun выпустила восьмиядерный UltraSPARC T1, каждое ядро которого выполняло 4 потока.
5 января 2006 года Intel представила двухъядерный процессор на одном кристалле Core Duo, для мобильной платформы.
В ноябре 2006 года вышел первый четырёхъядерный процессор Intel Core 2 Quad на ядре Kentsfield, представляющий собой сборку из двух кристаллов Conroe в одном корпусе. Потомком этого процессора стал Intel Core 2 Quad на ядре Yorkfield (45 нм), архитектурно схожем с Kentsfield, но имеющем больший объём кэша и рабочие частоты.
В октябре 2007 года в продаже появились восьмиядерные UltraSPARC T2, каждое ядро выполняло 8 потоков.
10 сентября 2007 года были выпущены в продажу настоящие (в виде одного кристалла) четырёхъядерные процессоры для серверов AMD Opteron, имевшие в процессе разработки кодовое название AMD Opteron Barcelona. 19 ноября 2007 года вышел в продажу четырёхъядерный процессор для домашних компьютеров AMD Phenom. Эти процессоры реализуют новую микроархитектуру K8L (K10).
Компания AMD пошла по собственному пути, изготовляя четырёхъядерные процессоры единым кристаллом (в отличие от Intel, первые четырёхъядерные процессоры которой представляют собой фактически склейку двух двухъядерных кристаллов). Несмотря на всю прогрессивность подобного подхода, первый «четырёхъядерник» фирмы, названный AMD Phenom X4, получился не слишком удачным. Его отставание от современных ему процессоров конкурента составляло от 5 до 30 и более процентов в зависимости от модели и конкретных задач.
К 1—2 кварталу 2009 года обе компании обновили свои линейки четырёхъядерных процессоров. Intel представила семейство Core i7, состоящее из трёх моделей, работающих на разных частотах. Основными изюминками данного процессора является использование трёхканального контроллера памяти (типа DDR3) и технологии эмулирования восьми ядер (полезно для некоторых специфических задач). Кроме того, благодаря общей оптимизации архитектуры удалось значительно повысить производительность процессора во многих типах задач. Слабой стороной платформы, использующей Core i7, является её чрезмерная стоимость, так как для установки данного процессора необходима дорогая материнская плата на чипсете Intel X58 и трёхканальный набор памяти типа DDR3, также имеющий на данный момент высокую стоимость.
Компания AMD, в свою очередь, представила линейку процессоров Phenom II X4. При её разработке компания учла свои ошибки: был увеличен объём кэша (по сравнению с первым поколением Phenom), процессоры стали изготавливаться по 45-нм техпроцессу (это, соответственно, позволило снизить тепловыделение и значительно повысить рабочие частоты). В целом, AMD Phenom II X4 по производительности стоит вровень с процессорами Intel предыдущего поколения (ядро Yorkfield) и весьма значительно отстаёт от Intel Core i7. С выходом 6-ядерного процессора AMD Phenom II X6 Black Thuban 1090T ситуация немного изменилась в пользу AMD.
По состоянию на 2013 год массово доступны процессоры с двумя, тремя, четырьмя и шестью ядрами, а также двух-, трёх- и четырёхмодульные процессоры AMD поколения Bulldozer (количество логических ядер в 2 раза больше количества модулей). В серверном сегменте также доступны 8-ядерные процессоры Xeon и Nehalem (Intel) и 12-ядерные Opteron (AMD).

### Кэширование
Кэширование — это использование дополнительной быстродействующей памяти (так называемого кэша — англ. cache, от фр. cacher — «прятать») для хранения копий блоков информации из основной (оперативной) памяти, вероятность обращения к которым в ближайшее время велика.
Различают кэши 1-, 2- и 3-го уровней (обозначаются L1, L2 и L3 — от Level 1, Level 2 и Level 3). Кэш 1-го уровня имеет наименьшую латентность (время доступа), но малый размер, кроме того, кэши первого уровня часто делаются многопортовыми. Так, процессоры AMD K8 умели производить одновременно 64-битные запись и чтение, либо два 64-битных чтения за такт, AMD K8L может производить два 128-битных чтения или записи в любой комбинации. Процессоры Intel Core 2 могут производить 128-битные запись и чтение за такт. Кэш 2-го уровня обычно имеет значительно большую латентность доступа, но его можно сделать значительно больше по размеру. Кэш 3-го уровня — самый большой по объёму и довольно медленный, но всё же он гораздо быстрее, чем оперативная память.

## Гарвардская архитектура
Гарвардская архитектура отличается от архитектуры фон Неймана тем, что программный код и данные хранятся в разной памяти. В такой архитектуре невозможны многие методы программирования (например, программа не может во время выполнения менять свой код; невозможно динамически перераспределять память между программным кодом и данными); зато гарвардская архитектура позволяет более эффективно выполнять работу в случае ограниченных ресурсов, поэтому она часто применяется во встраиваемых системах.

## Параллельная архитектура
Архитектура фон Неймана обладает тем недостатком, что она последовательная. Какой бы огромный массив данных ни требовалось обработать, каждый его байт должен будет пройти через центральный процессор, даже если над всеми байтами требуется провести одну и ту же операцию. Этот эффект называется узким горлышком фон Неймана.
Для преодоления этого недостатка предлагались и предлагаются архитектуры процессоров, которые называются параллельными. Параллельные процессоры используются в суперкомпьютерах.
Возможными вариантами параллельной архитектуры могут служить (по классификации Флинна):
- SISD — один поток команд, один поток данных;
- SIMD — один поток команд, много потоков данных;
- MISD — много потоков команд, один поток данных;
- MIMD — много потоков команд, много потоков данных.

### Цифровые сигнальные процессоры
Для цифровой обработки сигналов, особенно при ограниченном времени обработки, применяют специализированные высокопроизводительные сигнальные микропроцессоры (англ. digital signal processor, DSP) с параллельной архитектурой.

## Мобильные процессоры

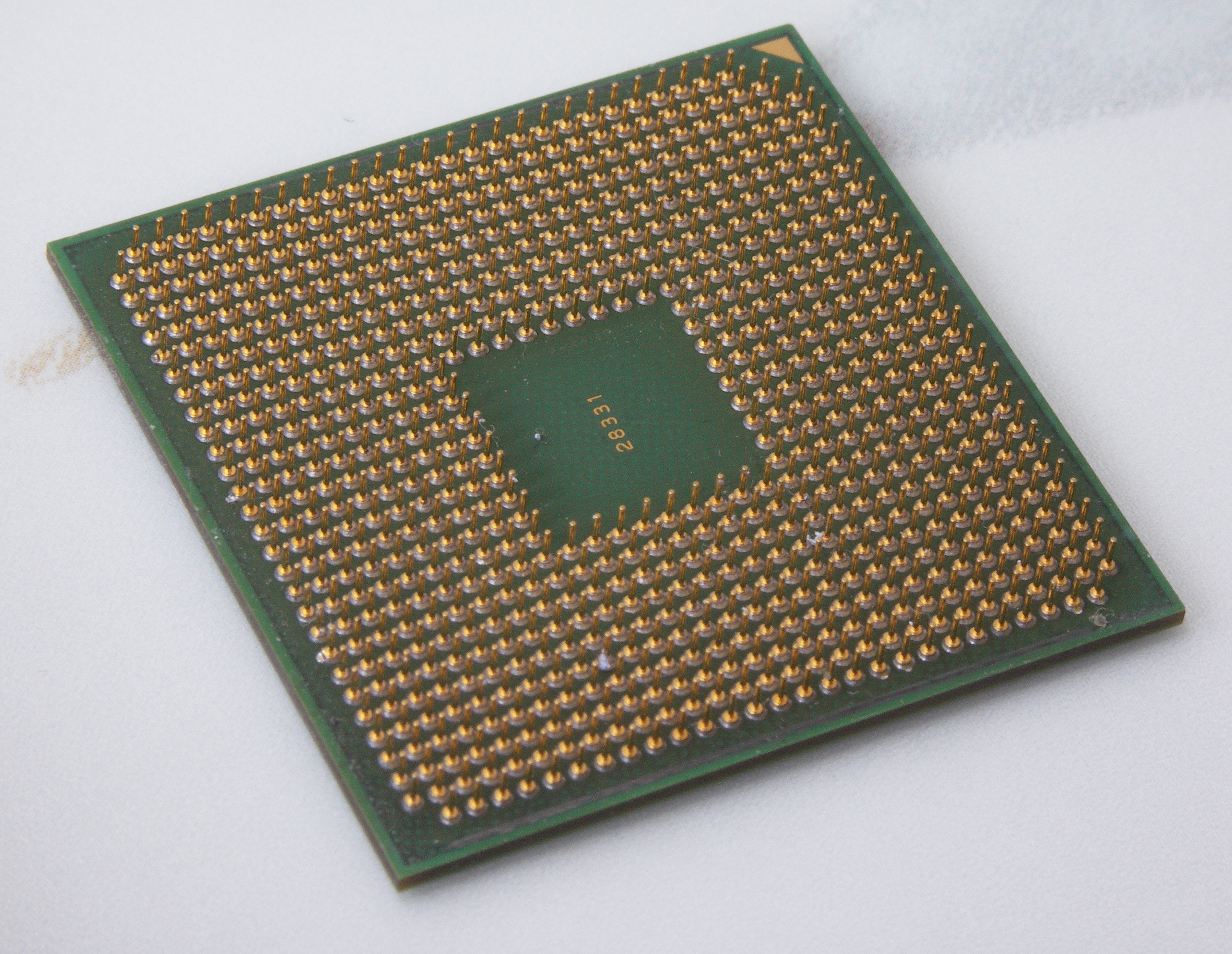
AMD Turion 64 Lancaster MT-34

Основная масса ноутбуков выпускается, на 2023 год, с процессорами на архитектуре x86

Основные производители: Intel (Celeron, Atom и пр. — 63,5 % рынка) и AMD (Turion 64, Sempron и пр. — 36,4 % рынка).
Спрос на ноутбуки с процессорами на архитектуре ARM в последние годы растет: если в 2020 г. на них приходилось лишь 1,4 % рынка, то по итогам 2022 года этот показатель составит уже 12,7 %. По прогнозам экспертов DigiTimes, доля ноутбуков с процессорами ARM, вырастет до 13,9 % в глобальном масштабе (то есть увеличится кратно (в 10 раз) всего лишь за три года).
Главное отличие процессоров ARM от х86 заключается в меньшем энергопотреблении, за счет этого ноутбуки на их основе могут работать значительно дольше от одного заряда аккумулятора; второе преимущество ARM — в меньшем тепловыделении — они существенно меньше греются во время работы, что дает возможность не переживать за перегрев ноутбука.
Поддержка ARM-решений появилась ещё в Windows 10, но была реализована на базовом уровне, в более новой Windows 11 в этом плане ситуация гораздо улучшилась.

Основной производитель мобильных процессоров с подобной архитектурой — Apple, со своими собственными чипами от Apple silicon на ARM-решениях (серия Apple Ax для iPhone, iPad, iPod, Apple Watch, также Apple M1 для ноутбуков);
Qualcomm также имеет актуальные решения и для ноутбуков, один из них был показан в декабре 2021 г. — первый в мире 5-нм ARM-процессор Snapdragon 8cx Gen 3 для Windows-ноутбуков, ноутбуки на его основе уже доступны в рознице.

## Процесс изготовления
Первоначально перед разработчиками ставится техническое задание, исходя из которого принимается решение о том, какова будет архитектура будущего процессора, его внутреннее устройство, технология изготовления. Перед различными группами ставится задача разработки соответствующих функциональных блоков процессора, обеспечения их взаимодействия, электромагнитной совместимости. В связи с тем, что процессор фактически является цифровым автоматом, полностью отвечающим принципам булевой алгебры, с помощью специализированного программного обеспечения, работающего на другом компьютере, строится виртуальная модель будущего процессора. На ней проводится тестирование процессора, исполнение элементарных команд, значительных объёмов кода, отрабатывается взаимодействие различных блоков устройства, ведётся оптимизация, ищутся неизбежные при проекте такого уровня ошибки.
После этого из цифровых базовых матричных кристаллов и микросхем, содержащих элементарные функциональные блоки цифровой электроники, строится физическая модель процессора, на которой проверяются электрические и временные характеристики процессора, тестируется архитектура процессора, продолжается исправление найденных ошибок, уточняются вопросы электромагнитной совместимости (например, при практически рядовой тактовой частоте в 1 ГГц отрезки проводника длиной в 7 мм уже работают как излучающие или принимающие антенны).
Затем начинается этап совместной работы инженеров-схемотехников и инженеров-технологов, которые с помощью специализированного программного обеспечения преобразуют электрическую схему, содержащую архитектуру процессора, в топологию кристалла. Современные системы автоматического проектирования позволяют, в общем случае, из электрической схемы напрямую получить пакет трафаретов для создания масок. На этом этапе технологи пытаются реализовать технические решения, заложенные схемотехниками, с учётом имеющейся технологии. Этот этап является одним из самых долгих и сложных в разработке и редко когда требуется компромиссы со стороны схемотехников по отказу от некоторых архитектурных решений. Ряд производителей заказных микросхем (foundry) предлагает разработчикам (дизайн-центру или бесфабричной компании) компромиссное решение, при котором на этапе конструирования процессора используются представленные ими стандартизованные в соответствии с имеющейся технологией библиотеки элементов и блоков (Standard cell). Это вводит ряд ограничений на архитектурные решения, зато этап технологической подгонки фактически сводится к игре в конструктор «Лего». В общем случае, изготовленные по индивидуальным проектам микропроцессоры являются более быстрыми по сравнению с процессорами, созданными на основании имеющихся библиотек.

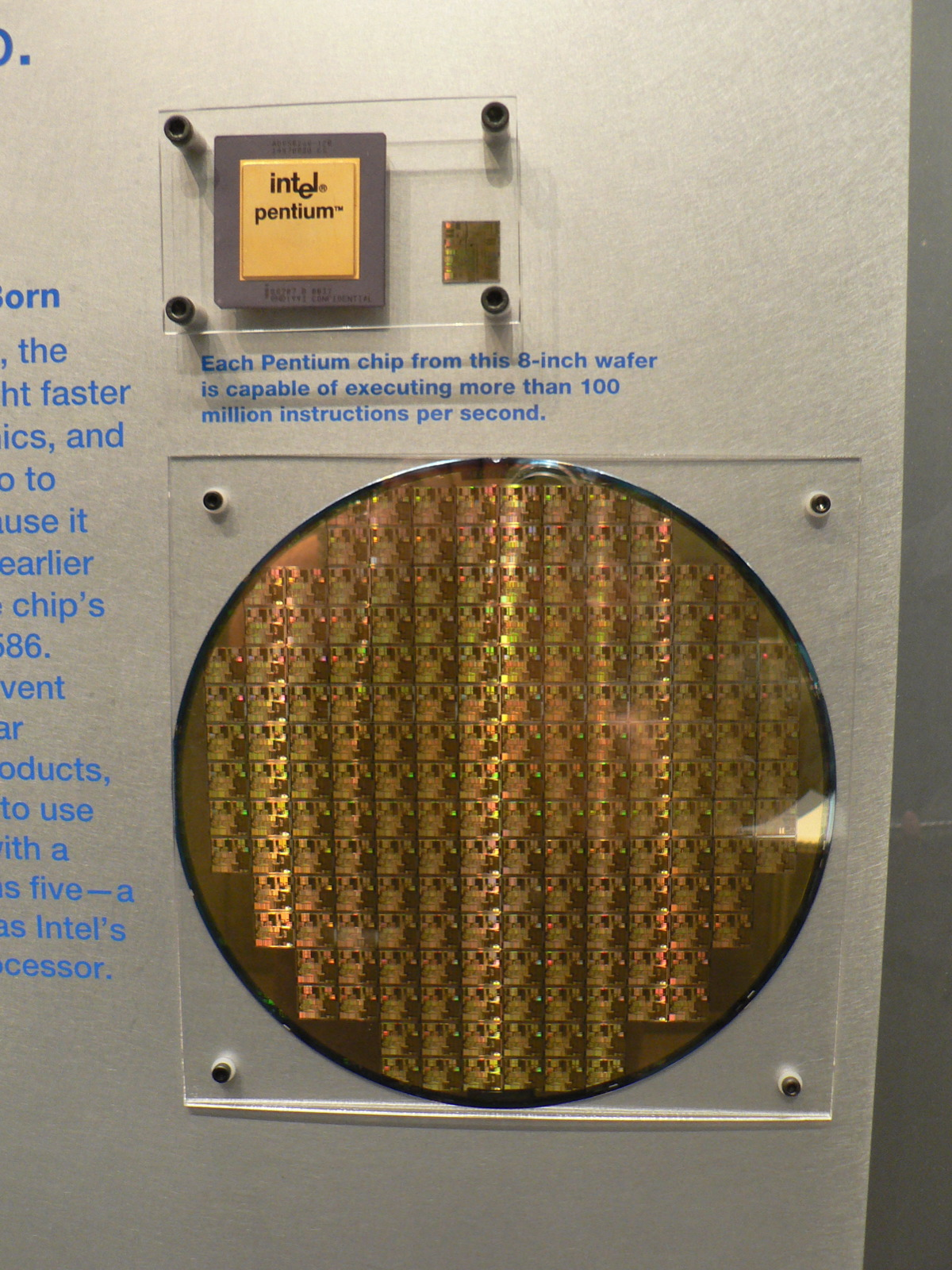
8-дюймовая кремниевая пластина с несколькими чипами

Следующим, после этапа проектирования, является создание прототипа кристалла микропроцессора. При изготовлении современных сверхбольших интегральных схем используется метод литографии. При этом на подложку будущего микропроцессора (тонкий круг из монокристаллического кремния электронного качества (Electronic-grade silicon, EGS) либо сапфира) через специальные маски, содержащие прорези, поочерёдно наносятся слои проводников, изоляторов и полупроводников. Соответствующие вещества испаряются в вакууме и осаждаются сквозь отверстия маски на кристалле процессора. Иногда используется травление, когда агрессивная жидкость разъедает не защищённые маской участки кристалла. Одновременно на подложке формируется порядка сотни процессорных кристаллов. В результате появляется сложная многослойная структура, содержащая от сотен тысяч до миллиардов транзисторов. В зависимости от подключения транзистор работает в микросхеме как транзистор, резистор, диод или конденсатор. Создание этих элементов на микросхеме отдельно, в общем случае, невыгодно. После окончания процедуры литографии подложка распиливается на элементарные кристаллы. К сформированным на них контактным площадкам (из золота) припаиваются тонкие золотые проводники, являющиеся переходниками к контактным площадкам корпуса микросхемы. Далее, в общем случае, крепится теплоотвод кристалла и крышка микросхемы.
Затем начинается этап тестирования прототипа процессора, когда проверяется его соответствие заданным характеристикам, ищутся оставшиеся незамеченными ошибки. Только после этого микропроцессор запускается в производство. Но даже во время производства идёт постоянная оптимизация процессора, связанная с совершенствованием технологии, новыми конструкторскими решениями, обнаружением ошибок.
Одновременно с разработкой универсальных микропроцессоров разрабатываются наборы периферийных схем ЭВМ, которые будут использоваться с микропроцессором и на основе которых создаются материнские платы. Разработка микропроцессорного набора (чипсета, англ. chipset) представляет задачу не менее сложную, чем создание собственно микросхемы микропроцессора.
В последние несколько лет наметилась тенденция переноса части компонентов чипсета (контроллер памяти, контроллер шины PCI Express) в состав процессора (подробнее см.: Система на кристалле).

### Энергопотребление процессоров
С технологией изготовления процессора тесно связано и его энергопотребление.
Первые процессоры архитектуры x86 потребляли очень малое (по современным меркам) количество энергии, составляющее доли ватта. Увеличение количества транзисторов и повышение тактовой частоты процессоров привело к существенному росту данного параметра. Наиболее производительные модели потребляют 130 и более ватт. Фактор энергопотребления, несущественный на первых порах, сейчас оказывает серьёзное влияние на эволюцию процессоров:
- совершенствование технологии производства для уменьшения потребления, поиск новых материалов для снижения токов утечки, понижение напряжения питания ядра процессора;
- появление сокетов (разъемов для процессоров) с большим числом контактов (более 1000), большинство которых предназначено для питания процессора. Так, у процессоров для популярного сокета LGA775 число контактов основного питания составляет 464 штуки (около 60 % от общего количества);
- изменение компоновки процессоров. Кристалл процессора переместился с внутренней на внешнюю сторону для лучшего отвода тепла к радиатору системы охлаждения;
- установка в кристалл температурных датчиков и системы защиты от перегрева, снижающей частоту процессора или вообще останавливающей его при недопустимом увеличении температуры;
- появление в новейших процессорах интеллектуальных систем, динамически меняющих напряжение питания, частоту отдельных блоков и ядер процессора, и отключающих неиспользуемые блоки и ядра;
- появление энергосберегающих режимов для «засыпания» процессора при низкой нагрузке.

### Рабочая температура процессора
Ещё один параметр ЦП — максимально допустимая температура полупроводникового кристалла (TJMax) или поверхности процессора, при которой возможна нормальная работа. Многие бытовые процессоры работоспособны при температурах поверхности (кристалла) не выше 85 °C. Температура процессора зависит от его загруженности и от качества теплоотвода. При температуре, превышающей максимально допустимую производителем, нет гарантии, что процессор будет функционировать нормально. В таких случаях возможны ошибки в работе программ или зависание компьютера. В отдельных случаях возможны необратимые изменения внутри самого процессора. Многие современные процессоры могут обнаруживать перегрев и ограничивать собственные характеристики в этом случае.

### Тепловыделение процессоров и отвод тепла
Для теплоотвода от микропроцессоров применяются пассивные радиаторы и активные кулеры. Для лучшего контакта с радиатором на поверхность процессора наносится термопаста.

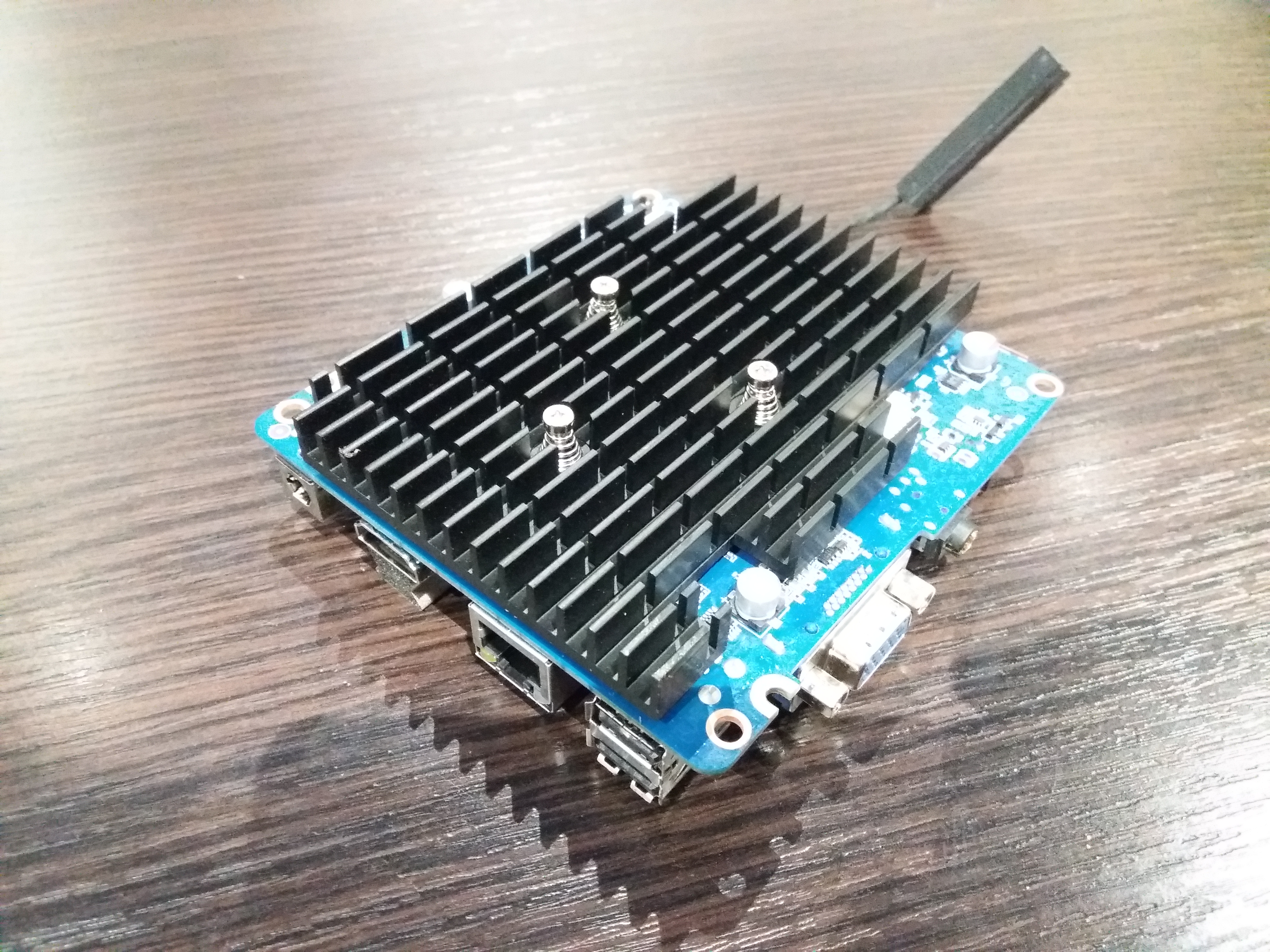
Радиатор неттопа Gigabyte BRIX
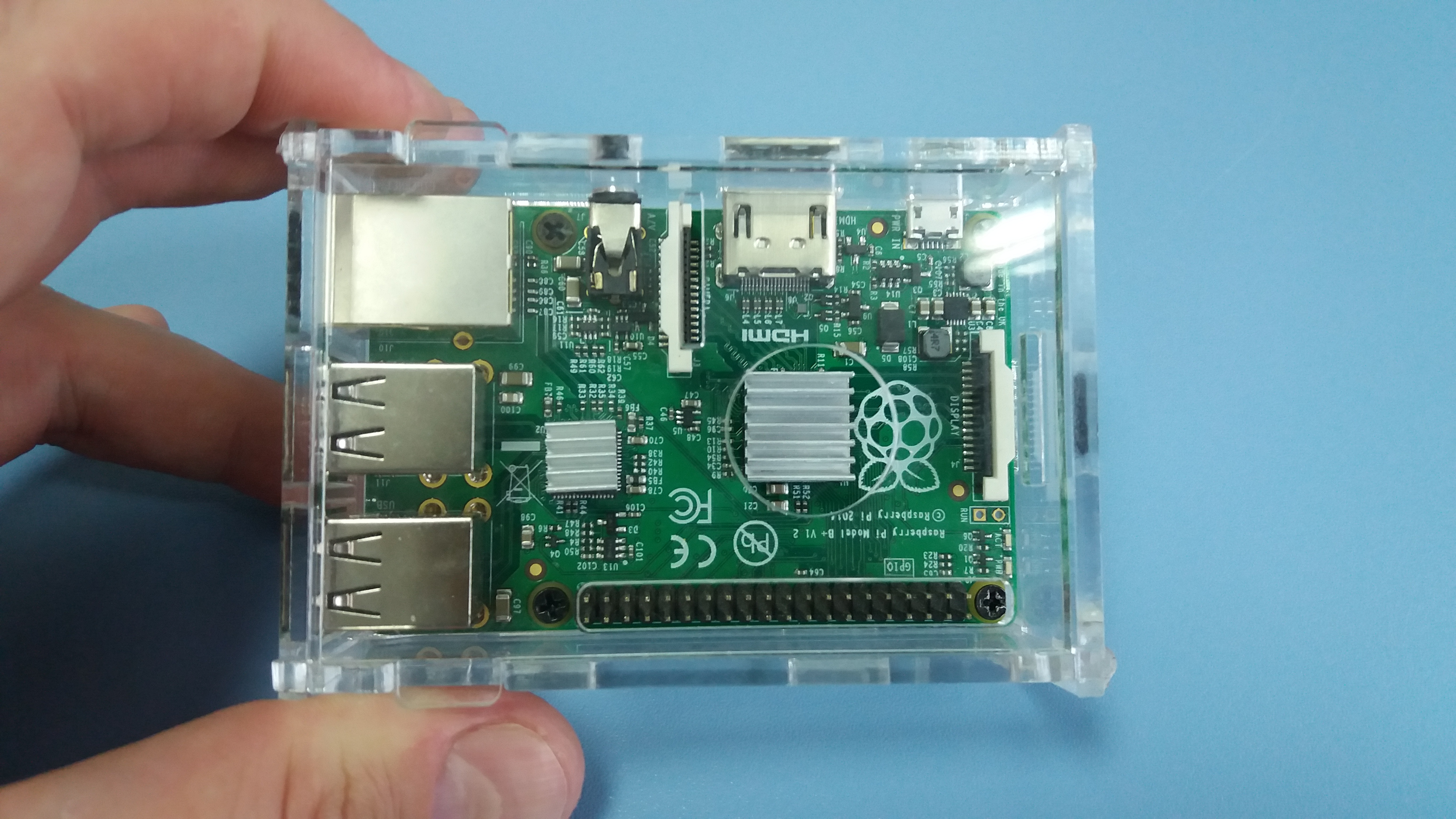
Радиаторы на чипах Raspberry Pi
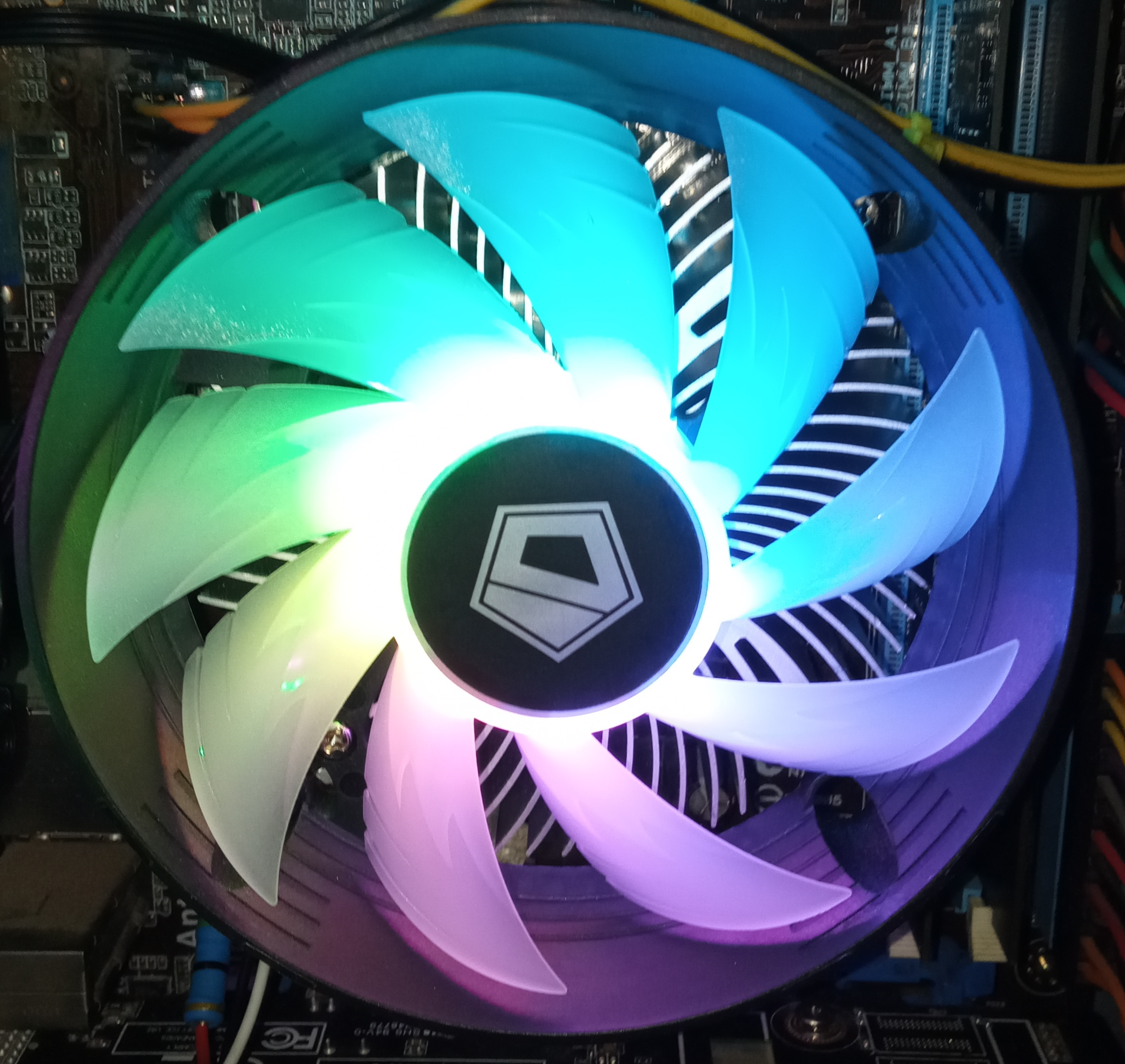
Кулер ЦП, включающий в себя радиатор и вентилятор. Последний имеет декоративную подсветку

### Измерение и отображение температуры микропроцессора
Для измерения температуры микропроцессора, обычно внутри микропроцессора, в области центра крышки микропроцессора устанавливается датчик температуры микропроцессора. В микропроцессорах Intel датчик температуры — термодиод или транзистор с замкнутыми коллектором и базой в качестве термодиода, в микропроцессорах AMD — терморезистор.

## Производители
Наиболее популярные процессоры сегодня производят:
- для персональных компьютеров, ноутбуков и серверов — Intel и AMD;
- для суперкомпьютеров — Intel и IBM;
- для ускорителей компьютерной графики и высокопроизводительных вычислений — NVIDIA, AMD и Intel
- для мобильных телефонов и планшетов[11] — Apple, Samsung, HiSilicon, Qualcomm и MediaTek.

Процессоры Intel: 8086, 80286, i386, i486, Pentium, Pentium II, Pentium III, Celeron (упрощённый вариант Pentium), Pentium 4, Core 2 Duo, Core 2 Quad, Core i3, Core i5, Core i7, Core i9, Xeon (серия процессоров для серверов), Itanium, Atom (серия процессоров для встраиваемой техники) и др.
AMD имеет в своей линейке процессоры архитектуры x86 (аналоги 80386 и 80486, семейство K6 и семейство K7 — Athlon, Duron, Sempron) и x86-64 (Athlon 64, Athlon 64 X2, Ryzen, Phenom, Opteron и др.). Процессоры IBM (POWER6, POWER7, Xenon, PowerPC) используются в суперкомпьютерах, в видеоприставках 7-го поколения, встраиваемой технике; ранее использовались в компьютерах фирмы Apple.
Большинство процессоров для персональных компьютеров, ноутбуков и серверов Intel-совместимо по системе команд.
Большинство процессоров, используемых в настоящее время в мобильных устройствах, ARM-совместимо, то есть имеет набор инструкций и интерфейсы программирования, разрабатываемые в компании ARM Limited.
Рыночные доли продажи процессоров для персональных компьютеров, ноутбуков и серверов по годам:
| Год  | Intel  | AMD    | Другие |
| 2007 | 78,9 % | 13,1 % | 8,0 %  |
| 2008 | 80,4 % | 19,3 % | 0,3 %  |
| 2009 | 79,7 % | 20,1 % | 0,2 %  |
| 2010 | 80,8 % | 18,9 % | 0,3 %  |
| 2011 | 83,7 % | 10,2 % | 6,1 %  |
| 2012 | 65,3 % | 6,4 %  | 28,3 % |
| 2018 | 77,1 % | 22,9 % | 0 %    |
| 2019 | 69,2 % | 30,8 % | 0 %    |

в 2022 г. первое место среди производителей процессоров по объёмам выручки заняла компания Samsung (10,9 % рынка), далее шла Intel  (9,7 % рынка).

В 2023 г. первое место заняла уже Intel (9 % рынка), далее Samsung (7,5 % рынка)

### Китай
- Семейство Loongson (Godson)
- Семейство ShenWei (SW)
- Семейство YinHeFeiTeng (FeiTeng)

### Япония
- NEC VR (MIPS, 64 bit)
- Hitachi SH (RISC)[16][17]

## Миф о мегагерцах
Среди потребителей распространено заблуждение, что процессоры с более высокой тактовой частотой всегда имеют более высокую производительность, чем процессоры с более низкой тактовой частотой. На самом деле, сравнение производительности на основании сравнения тактовых частот справедливо лишь для процессоров, имеющих одинаковую архитектуру и микроархитектуру.